# 海防・塞防論争
海防・塞防論争（かいぼう・さいぼうろんそう）とは、1870年代の清において、国防方針を巡って戦わされた論争である。

## 概要
同治13年（1874年）の日本による台湾出兵の後、清では日本に海軍力の優位を許したため外交で劣勢を強いられたことを反省し、沿海部に艦隊を新設する案が提起され、これに与する李鴻章は海軍創設の費用を捻出するためロシアとの国境地帯である新疆を放棄する大胆な提案を行った。
これに対し回民蜂起やヤクブ・ベクの乱の鎮圧に功を挙げた左宗棠は、国防の重点を内陸部に置く中華王朝の伝統的戦略に基づき、辺境防備の充実を主張して反論した。この後朝廷では、「海防論」か「塞防論」かを巡って激しい論争が戦わされた。
論争の結果、海防論・塞防論いずれかの政策に決定することは回避され、両面の国防を充実させるという折衷案が採られた。これにより海防派の李鴻章を中心に北洋艦隊など海軍が新設される一方、塞防派の左宗棠により新疆のほぼ全域の支配が回復されることになった（ウイグル#近現代ウイグル史も参照）。

## 海防論
国防の重点を欧米諸国の進出が進む沿海部に置く政策。内陸防衛の伝統が根強い中華思想の影響により、懐疑論が強かった。

## 塞防論
国防の重点を内陸の辺境部に置く政策。沿岸部におけるヨーロッパの進出は、領土獲得を目的としていないと考える左宗棠により主張され、海防論と対立した。